# St. Louis Cathedral (New Orleans)

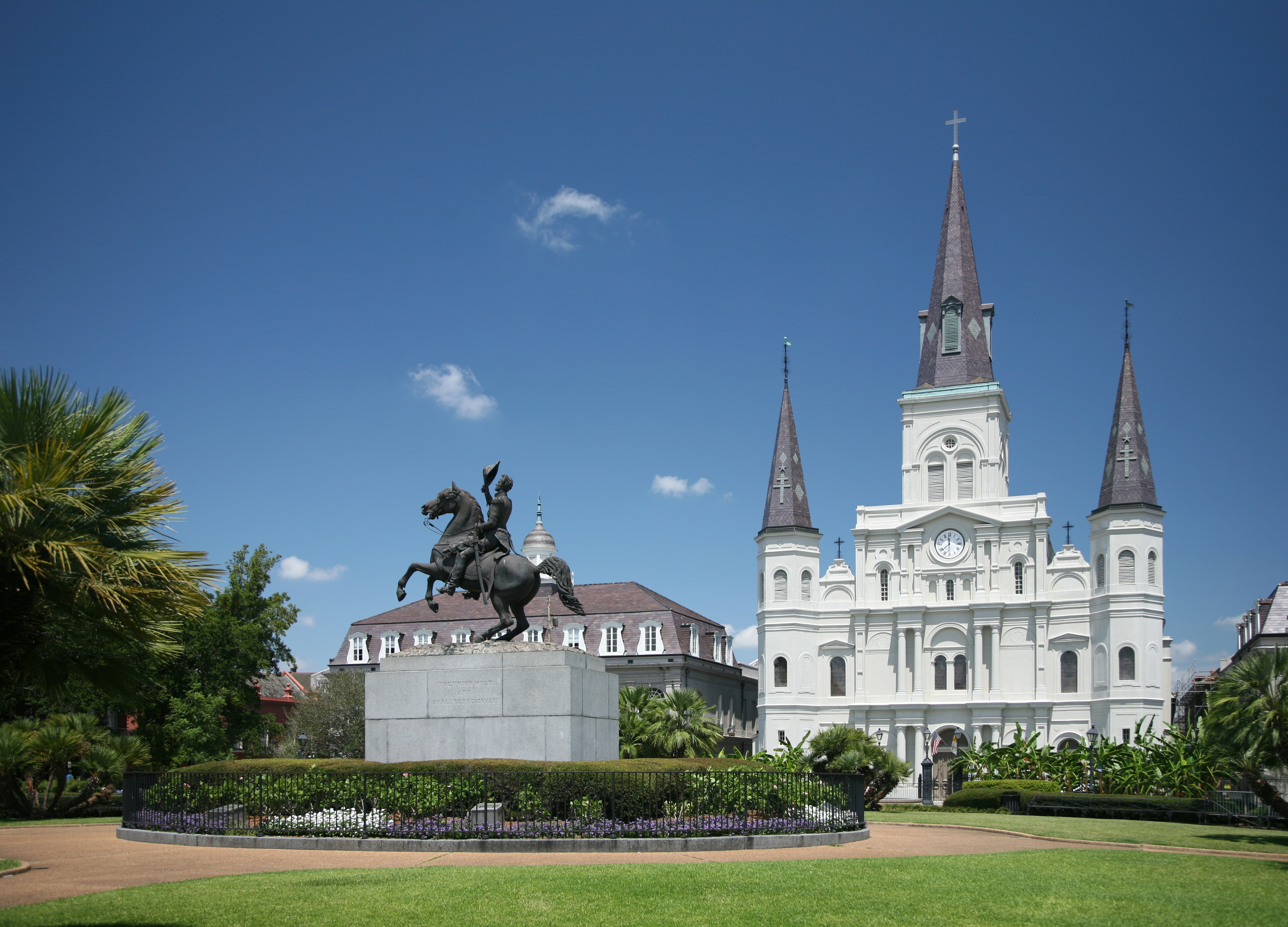
Blick vom Jackson Square mit dem Andrew-Jackson-Denkmal auf die St. Louis Cathedral

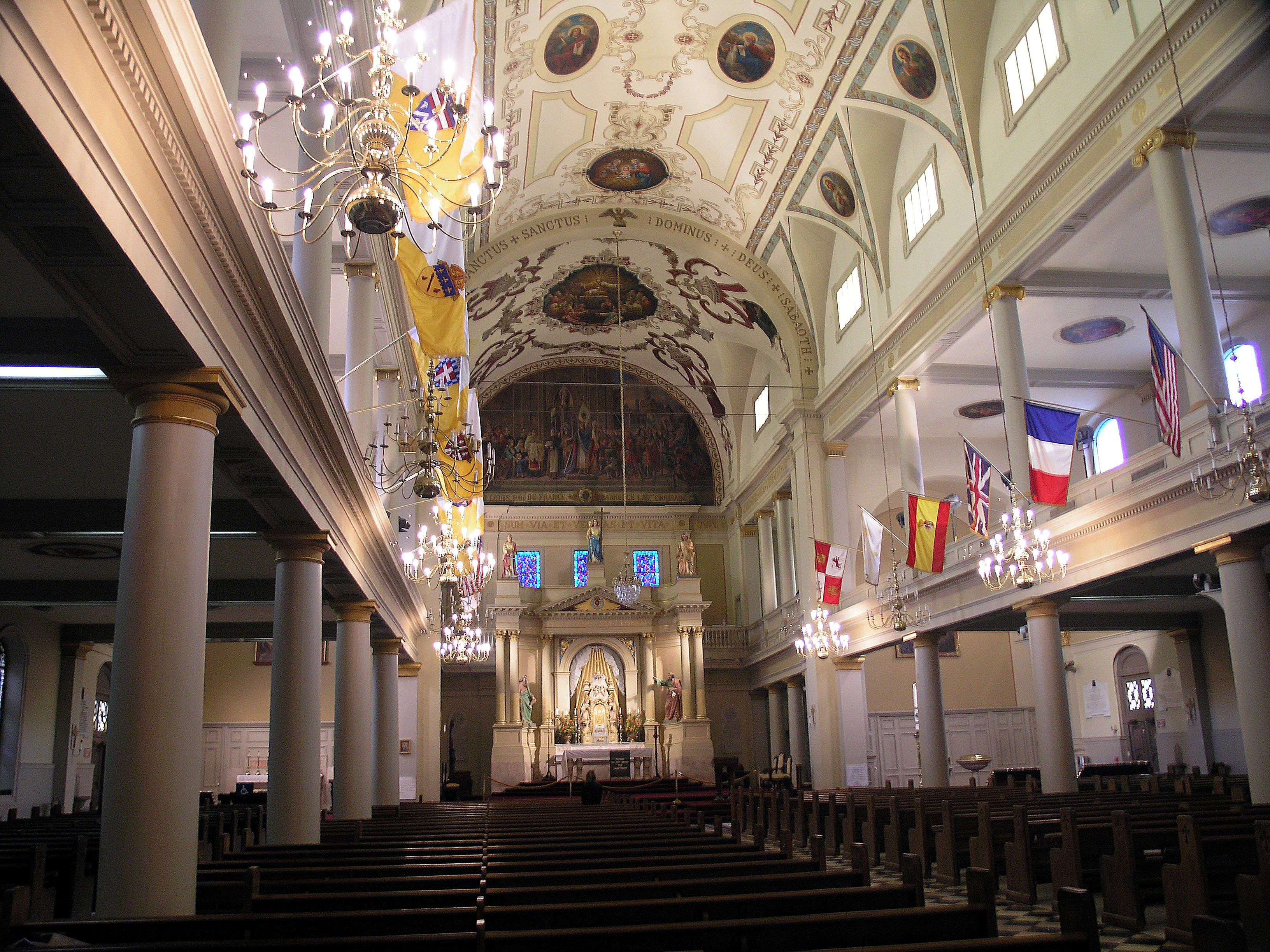
St. Louis Cathedral, Innenansicht, 2007

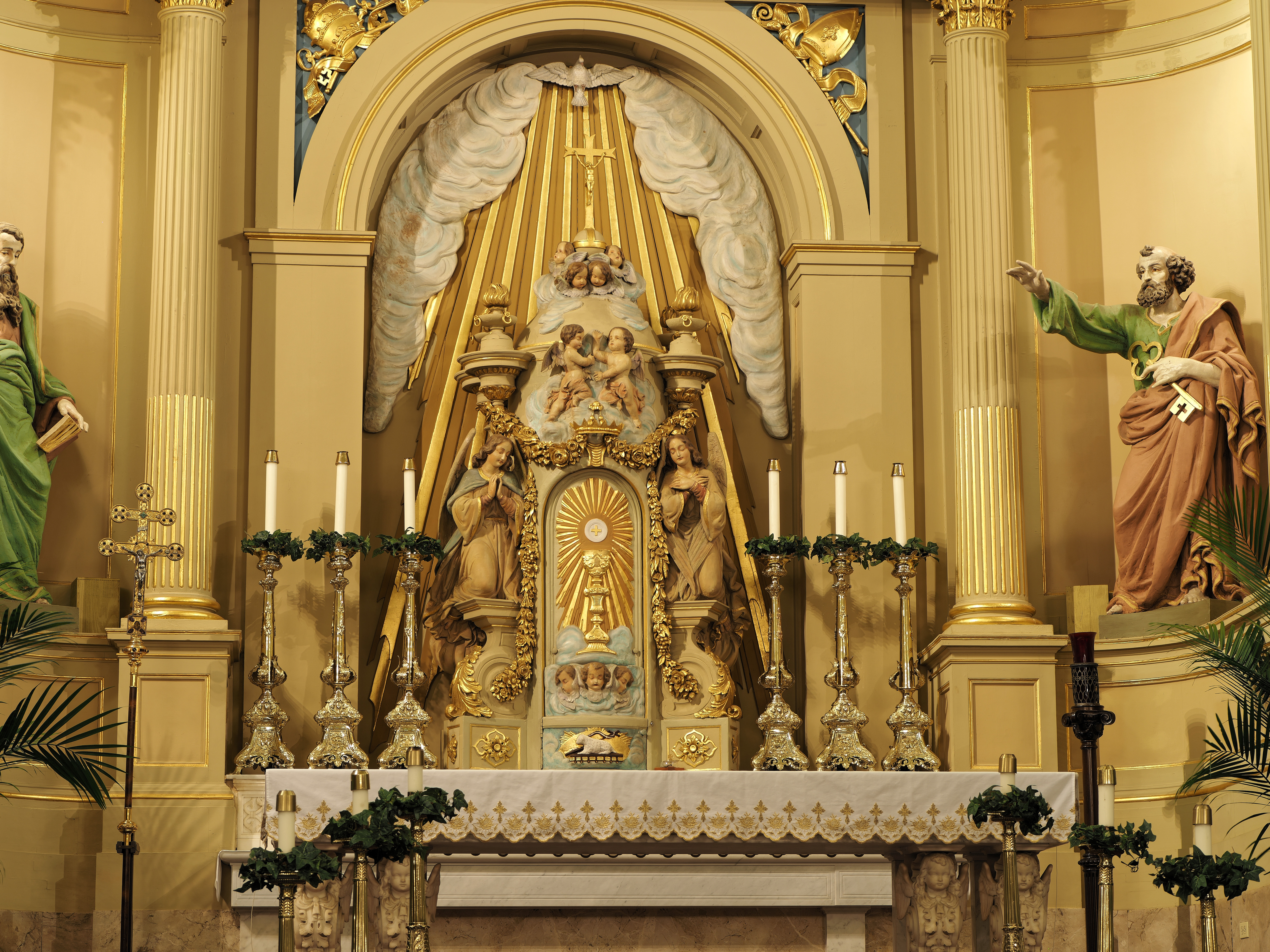
Altar mit Details

Die Cathedral Basilica of Saint Louis, King of France, auch St. Louis Cathedral, in New Orleans ist der Sitz des römisch-katholischen Erzbistums New Orleans. Die Kirche befindet sich im French Quarter von New Orleans auf dem Place John Paul II.

## Geschichte und Architektur
Das Grundstück gilt als ältester kontinuierlich genutzter Gottesdienstort der USA. Die erste Kirche an der Stelle der heutigen Kathedrale wurde 1727 fertiggestellt.
Als Pfarrkirche der 1718 gegründeten Hauptstadt der französischen Kolonie Louisiana erhielt sie das Patrozinium des französischen Nationalheiligen St. Ludwig.
Am 21. März 1788 fiel die Kirche mit zahlreichen umgebenden Gebäuden einer Brandkatastrophe zum Opfer. Der Neubau, im Jahr darauf unter spanischer Kolonialherrschaft begonnen, wurde 1794 vollendet und zugleich zur Kathedrale des neugegründeten Bistums New Orleans erhoben.
1819, anderthalb Jahrzehnte nach dem Louisiana Purchase, erhielt St. Louis eine Turmuhr mit Geläut, für die der charakteristische mittlere Fassadenturm errichtet wurde. Die Kosten wurden großteils vom Stadtrat bereitgestellt.
Seit den 1830er Jahren gab es Pläne, die Kathedrale an den gewachsenen Raum- und Repräsentationsbedarf anzupassen. Während der Erweiterungsarbeiten 1849 stürzten auch die Bauteile ein, die eigentlich erhalten bleiben sollten, sodass ein vollständiger Neubau notwendig wurde. Die Pläne hatte der französischstämmige Architekt Jacques Nicolas Bussière de Pouilly entworfen, dem der Auftrag jedoch nach dem Einsturz entzogen wurde. Mit der Erhebung von New Orleans zum Erzbistum 1850 wurde St. Louis Metropolitankathedrale.
Die neue Kathedrale ist eine klassizistische Basilika mit den Charakteristika der Antebellum-Architektur der Südstaaten. Das Mittelschiff überspannt ein Tonnengewölbe, die flach gedeckten Seitenschiffe teilen Emporen in zwei Ebenen. Wie beim Vorgängerbau erhielt die Fassade wieder zwei schlanke Ecktürme und einen hohen Mittelturm.
Papst Paul VI. verlieh der Kathedrale 1964 den Rang einer Basilica minor. Papst Johannes Paul II. besuchte sie am 12. September 1987.
Beim Hurrikan Katrina 2005 erlitt St. Louis nur verhältnismäßig leichte Schäden. Wasser, das durch ein Loch im Dach eindrang, beschädigte die Orgel.

## Orgel

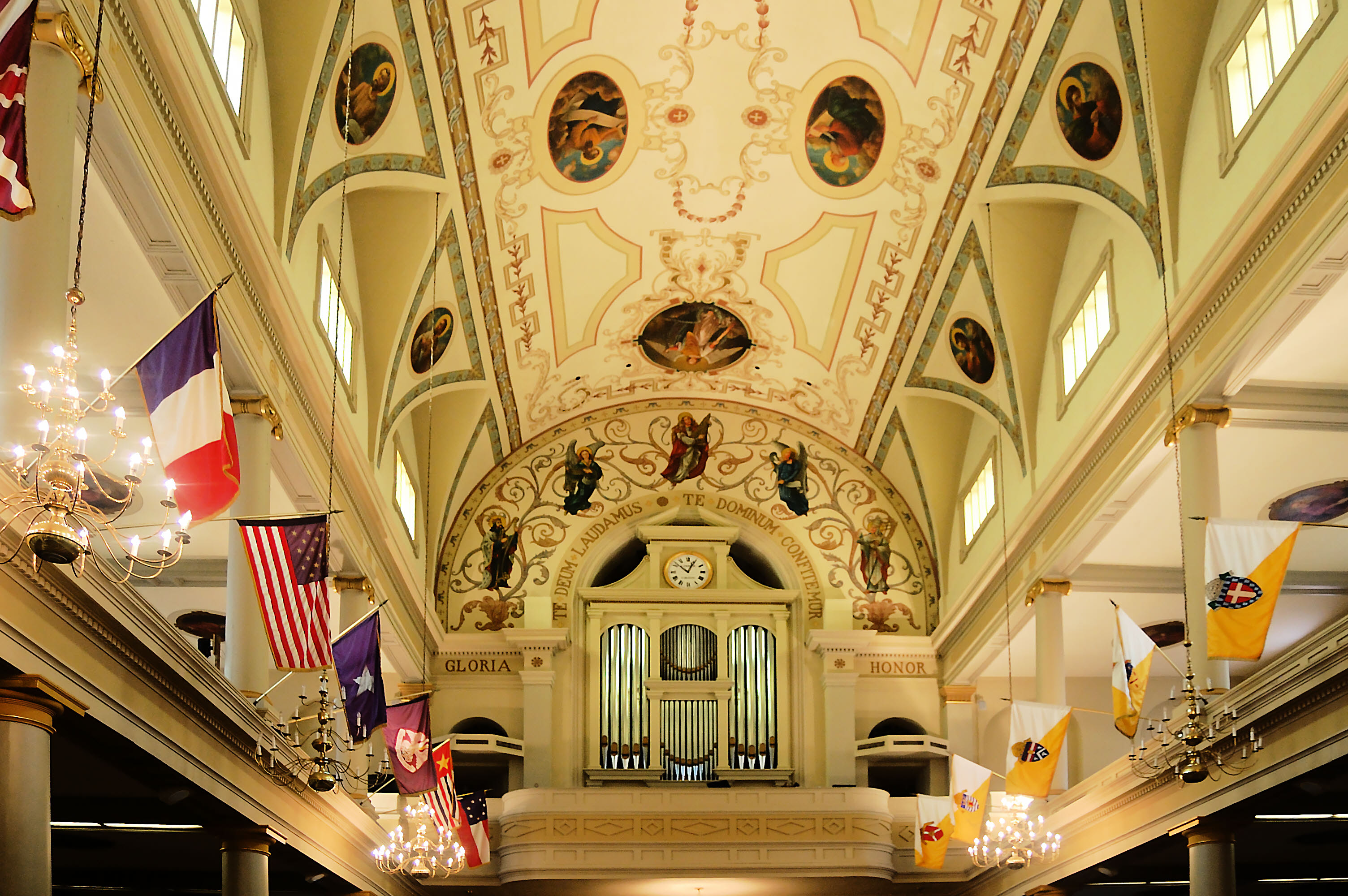
Blick auf die Hauptorgel

Die Orgel von St. Louis Cathedral wurde 2004 durch die US-amerikanische Firma Holtkamp gebaut. In dem Instrument wurden einige Register der Vorgängerinstrumente von M. P. Möller (M) aus dem Jahr 1950 und Otto Hofmann (H) aus dem Jahr 1976 wiederverwendet. Die Orgel hat 54 klingende Stimmen auf drei Manualen und Pedal. Angesichts etlicher extendierter Register und einiger Transmissionen hat die Orgel 76 Register. Die Spiel- und Registertrakturen sind elektro-pneumatisch. Nach dem Wirbelsturm Katrina mussten an dem Instrument vergleichsweise geringfügige Reparaturen vorgenommen werden.
Organist der Kirche war viele Jahre der aus Polen stammende Pianist und Komponist Paul Emile Johns (1798–1860), ein Freund von Frédéric Chopin, der Johns seine Vier Mazurken op. 7 (1832) widmete.
| I Grand Orgue C–c4   |       |      |
| Montre               | 16′   |      |
| Montre I             | 8′    |      |
| Montre II            | 8′    | M, H |
| Flute Harmonique     | 8′    |      |
| Bourdon de Cambon    | 8′    | M, H |
| Octave               | 4′    |      |
| Flute en Fusee       | 4′    | H    |
| Quinte               | 2 ⁄3′ | H    |
| Super Octave         | 2′    | H    |
| Flute                | 2′    | H    |
| Grand Cornet V       |       | M    |
| Fourniture V         |       |      |
| Mixture III          |       | H    |
| Trompette            | 8′    |      |
| Tuba Harmonique      | 16′   |      |
| Trompette en Chamade | 8′    | H    |
| Tuba Harmonique      | 8′    |      |

| Récit expressif C–c4 |       |      |
| Bourdon              | 16′   | M    |
| Montre I             | 8′    |      |
| Montre II            | 8′    | H    |
| Flute a Chiminee     | 8′    | M    |
| Viole de Gambe       | 8′    | M    |
| Viole Celeste tc     | 8′    | M    |
| Octave Geigen        | 4′    |      |
| Flute Triangulaire   | 4′    | M    |
| Nasard               | 2 ⁄3′ |      |
| Cornet II            |       | M, H |
| Piccolo Harmonique   | 2′    |      |
| Larigot              | 1 ⁄3′ |      |
| Plein Jeu IV         |       |      |
| Cymbale III          |       | M    |
| Trompette            | 16′   | M    |
| Trompette            | 8′    | M    |
| Hautbois             | 8′    |      |
| Clairon du Roi       | 4′    | H    |
| Tremulant            |       |      |

| Positif expressif C–c4  |        |      |
| Quintaten               | 16′    |      |
| Montre                  | 8′     |      |
| Viole Douce             | 8′     | M    |
| Viole Celeste           | 8′     | M    |
| Cor de Nuit             | 8′     | M    |
| Quintaten               | 8′     |      |
| Prestant                | 4′     |      |
| Flute a Chiminee        | 4′     | M, H |
| Nasard                  | 2 ⁄3′  | M    |
| Doublette               | 2′     |      |
| Quarte de Nasard        | 2′     | M    |
| Tierce                  | 1 3⁄5′ | M    |
| Scharff IV              |        |      |
| Cymbale III-IV          |        | H    |
| Trompette               | 8′     |      |
| Cromorne                | 8′     | H    |
| Tremulant               |        |      |
| Tuba harm. (GO)         | 16′    |      |
| Trompette en cham. (GO) | 8′     |      |
| Tuba harm. (GO)         | 8′     |      |

| Pedale C–g1             |        |   |
| Resultant               | 32′    |   |
| Contrebasse             | 16′    | M |
| Montre (GO)             | 16′    |   |
| Soubasse                | 16′    | M |
| Bourdon (Re)            | 16′    |   |
| Quintaten (Po)          | 16′    |   |
| Huitieme                | 8′     |   |
| Soubasse                | 8′     |   |
| Bourdon (Re)            | 8′     |   |
| Grosquinte              | 5 3⁄5′ |   |
| Prestant                | 4′     | M |
| Cor de Nuit             | 4′     | M |
| Cor de Nuit             | 2′     |   |
| Grand Fourniture IV     |        | M |
| Contre Bombarde         | 32′    | H |
| Bombarde                | 16′    |   |
| Trompette (Re)          | 16′    |   |
| Trompette (Re)          | 8′     |   |
| Clairon (Re)            | 4′     |   |
| Tuba harm. (GO)         | 16′    |   |
| Trompette en cham. (GO) | 8′     |   |
| Tuba harm. (GO)         | 8′     |   |

- Anmerkungen

M = Pfeifenmaterial aus dem Vorgängerinstrument von M.P. Möller (1950)
H = Pfeifenmaterial aus dem Vorgängerinstrument von Otto Hofmann (1976)
(GO) = Transmission aus der Grand Orgue
(Po) = Transmission aus dem Positif
(Re) = Transmission aus dem Récit